# Guido Di Fabio
Guido Di Fabio (Martinsicuro, 5 settembre 1965) è un allenatore di calcio ed ex calciatore italiano, di ruolo centrocampista, tecnico del Mosciano.

## Caratteristiche tecniche
Dopo aver iniziato la carriera come mezzapunta, è stato riconvertito in centrocampista interno o mediano.

## Carriera

### Giocatore
Debutta fra i professionisti appena sedicenne, nel 1981, con la maglia del Giulianova in Serie C1. La formazione abruzzese retrocede in Serie C2 e Di Fabio si guadagna il posto da titolare mettendo a segno 7 reti in 32 partite.
Nel 1983, ancora diciottenne, si trasferisce alla Sambenedettese dove resta per quattro stagioni di Serie B ottenendo altrettante salvezze. Nel 1987 viene acquistato dal Parma, ma già a settembre si trasferisce al Messina, dove gioca altri tre anni in Serie B.
Nel 1990 passa al Piacenza, dove ritrova come allenatore Luigi Cagni, suo vecchio compagno nella Sambenedettese. Con la maglia emiliana vince il campionato di Serie C1 1990-1991 e conquista la salvezza in Serie B l'anno successivo, quando indossa anche la fascia di capitano.
Nel 1992 ridiscende in Serie C1 con la maglia della Casertana, e dopo un biennio al Siena si trasferisce alla Fermana in Serie C2, con l'intento di riavvicinarsi a casa.
Nel 1996 torna in Serie B giocando per una stagione nel Castel di Sangro, all'esordio nella serie cadetta. Con gli abruzzesi conquista la salvezza, poi fa ritorno alla Fermana dove milita per due stagioni di Serie C1, conquistando la prima promozione in Serie B della formazione marchigiana, di cui diventa anche capitano. Rimane a Fermo per un'ulteriore stagione e mezzo in Serie C1, prima di accasarsi al Pescara, sempre nella terza serie.
Conclude la carriera nel Chieti, ancora in Serie C1, e infine nei dilettanti, con il Martinsicuro in Promozione abruzzese, dove ricopre il doppio incarico di allenatore e giocatore nella sua ultima stagione.
Complessivamente ha totalizzato 293 presenze e 8 reti in Serie B.

### Allenatore
Dopo aver guidato per due anni i dilettanti del Martinsicuro, nella stagione 2009-2010 ricopre l'incarico di vice-allenatore del Virtus Lanciano.
Nel luglio 2010 diventa l'allenatore della formazione Primavera del Lecce. Il giugno successivo si siede sulla panchina della Maceratese, con cui ottiene la promozione in Serie D; vi rimane fino al settembre 2013, quando viene esonerato a seguito della sconfitta nel derby con la Civitanovese. Il successivo 3 marzo viene richiamato al posto dell'esonerato Massimiliano Favo.
A fine stagione termina il suo rapporto con la Maceratese; viene ingaggiato quindi dalla Fermana, segnando il suo ritorno in questa società dopo i trascorsi da calciatore. A causa dei risultati negativi viene esonerato il 18 novembre successivo.
Nel maggio 2015 viene ufficializzato il suo ritorno dopo 9 anni sulla panchina della squadra della sua città, il Martinsicuro, formazione militante in Eccellenza.
Dal 2019 al 2022 guida il Castelnuovo Vomano, in Serie D.
Nel luglio 2022 torna dopo 8 anni alla guida della Maceratese, neopromossa in Eccellenza Marche, però a fine mese si dimette per divergenze con la società.
Il 15 dicembre seguente assume la guida del Mosciano, invischiato nella zona playout del Girone B di Promozione Abruzzese e reduce dalla sconfitta casalinga contro la vice capolista, Città di Teramo. Confermato per la stagione successiva, il 14 aprile 2024, riesce nell'imprese di riportare la squadra nel torneo di Eccellenza, categoria dalla quale i giallorossi mancavano da 12 anni.

## Palmarès

### Giocatore
- Serie C1: 2

Piacenza: 1990-1991
Fermana: 1998-1999

### Allenatore
- Eccellenza: 2

Maceratese: 2011-2012
Castelnuovo Vomano: 2019-2020